# محمد بروغنی
محمد بروغنی (زادهٔ ۲۹ اسفند ۱۳۸۲) یکی از بازداشت‌شدگان خیزش ۱۴۰۱ در ایران است. او توسط دادگاه انقلاب به محاربه متهم و به اعدام محکوم شده‌است. نگرانی‌ها از اعدامِ او و همبندش، سامان یاسین افزایش یافته‌است.

## دادگاه
دادگاه او هفتم آبان به همراه پنج نفر دیگر برگزار شد. در دادگاه انقلاب به ریاست قاضی ابوالقاسم صلواتی کیفرخواست با عنوان «محاربه» علیه او به اتهام «مشارکت در حریق در فرمانداری پاکدشت و حمله منجر به جراحت» یک مأمور دولت ارائه شد و قاضی صلواتی او را به اعدام محکوم کرد. بر پایه خبر هفتم آبان خبرگزاری میزان، وابسته به قوه قضائیه، قرار بود جلسه دوم رسیدگی به اتهامات او برگزار شود اما این جلسه برگزار نشد و بر اساس همان یک جلسه، حکم صادر شد.
در اوایل روز دوشنبه ۱۲ دی، گزارش‌هایی در شبکه‌های اجتماعی مبنی بر لغو حکم اعدام او و تغییر آن به «یک سال حبس تعزیری و ۷۴ ضربه شلاق» منتشر شد. نهایتاً خبرگزاری میزان در همان روز اعلام کرد حکم اعدام محمد بروغنی پانزدهم آذر در دیوان عالی کشور ایران تأیید شده‌است.
صدور حکم اعدام در پرونده محمد بروغنی در شرایطی صورت گرفت که او از حق داشتن وکیل انتخابی محروم بود. از جمله اتهامات محمد بروغنی، «کشیدن سلاح سرد قمه، حمله به فرمانداری، آتش‌کشیدن فرمانداری و حمله و مجروح کردن مأمور دولت حین انجام وظیفه» در اعتراضات پاکدشت عنوان شد.

## واکنش‌ها
مارتین دیدن‌هوفن، نماینده حزب سوسیال دمکرات آلمان در پارلمان آلمان اعلام کرده‌است که در چارچوب به عهده گرفتن کفالت سیاسی برای او همه اقدامات و تلاش‌ها را برای ممانعت از تهدید مجازات مرگ علیه او به کار خواهد گرفت.
رابرت مالی، نماینده ویژه وزارت خارجه آمریکا در امور ایران، نسبت به حکم اعدام او اعتراض کرد. او در توییتی نوشته‌است: «محمدمهدی محمدی‌فرد و محمد بروغنی ۱۸ و ۱۹ ساله دو تن از جوانان ایرانی که در دادگاه‌های ساختگی به اعدام محکوم شده‌اند. دنیا ناظر است. رهبران ایران باید به جوانان خود گوش دهند نه اینکه آنها را بکشند».
پس از انتشار خبری در خصوص انتقال محمد بروغنی و محمد قبادلو به سلول انفرادی برای اجرای حکم اعدام، خانواده او در کنار تعداد قابل توجهی از معترضان در مقابل زندان رجایی‌شهر جمع شدند و خواستار توقف اجرای حکم اعدام آن‌ها شدند.